# Kunsthaus Kaufbeuren

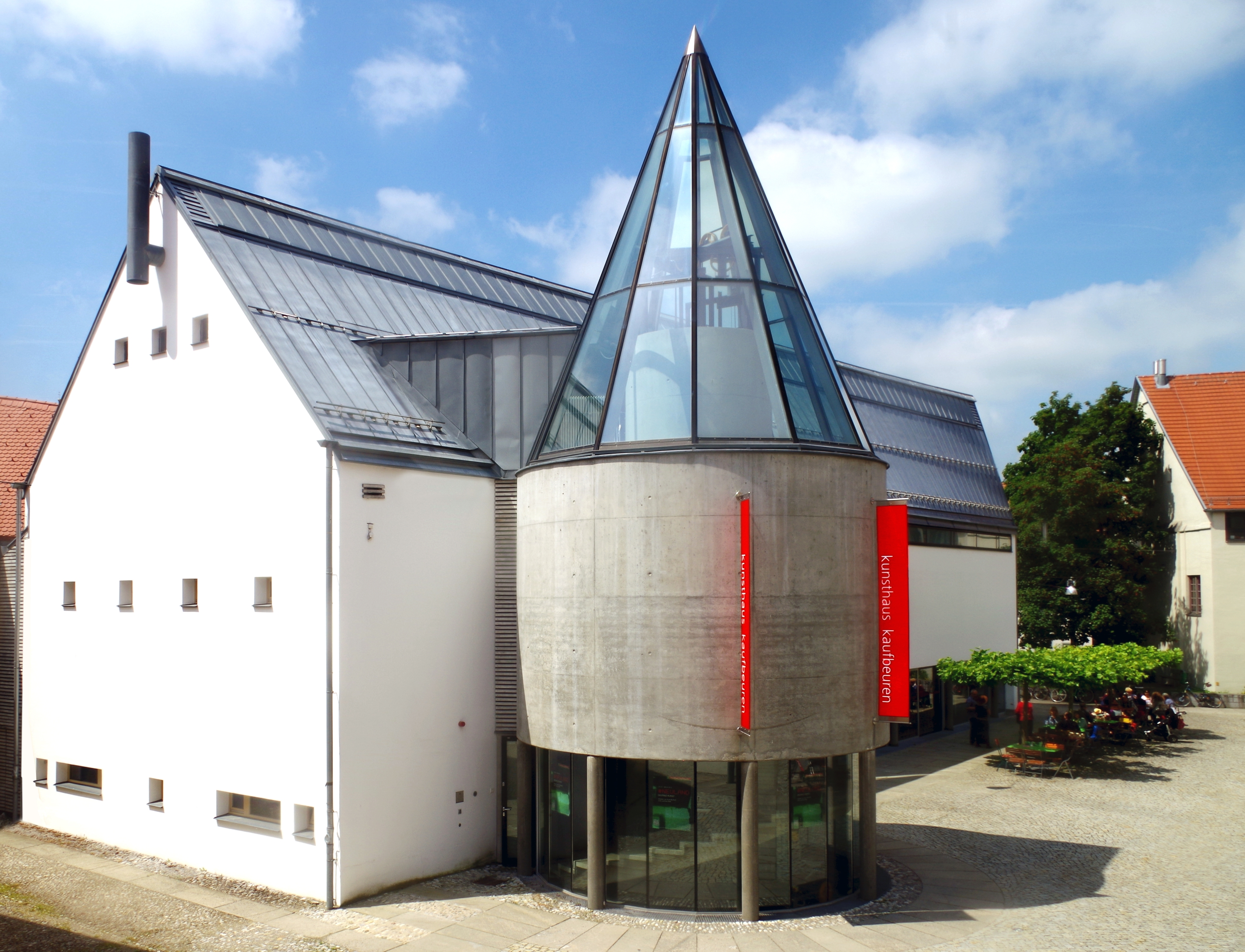
Kunsthaus Kaufbeuren

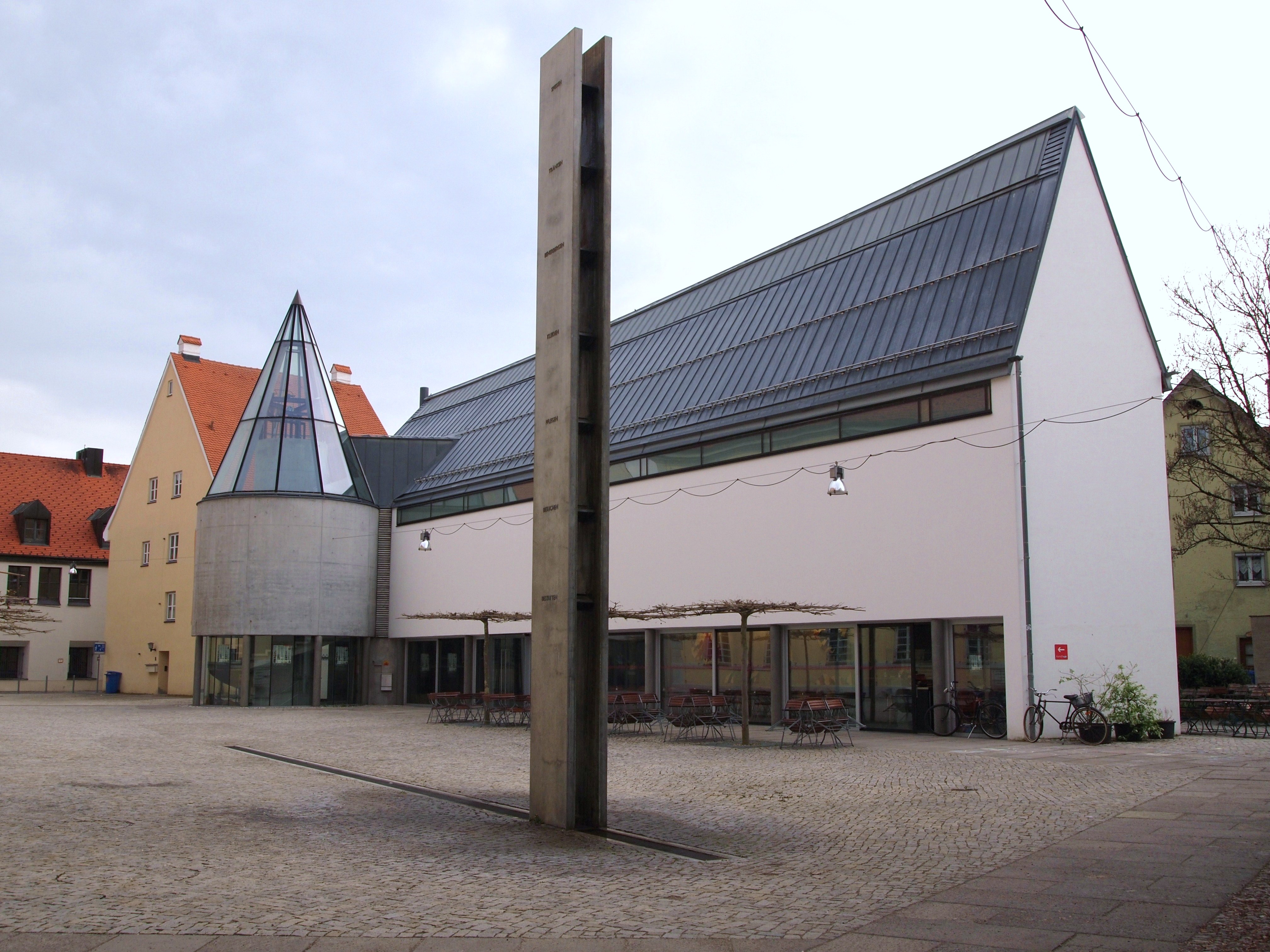
Kunsthaus Kaufbeuren von Norden

Das Kunsthaus Kaufbeuren ist eine Kunsthalle für Ausstellung zeitgenössischer und kulturhistorischer Kunst in Kaufbeuren. Es wurde 1996 unter dem Gründungsdirektor Boris von Brauchitsch mit Mitteln des Kaufbeurer Bauunternehmers und Mäzens Hans Dobler gebaut. Seit Mai 2015 wird das Haus von dem Münchner Kurator und Kunstwissenschaftler Jan T. Wilms geleitet.

## Programm
Jährlich werden drei bis vier Ausstellungen teilweise in Zusammenarbeit mit anderen Museen und Institutionen gezeigt.
Auszug aus den Ausstellungen:
- Gegen den Strich: Chicago Calling – Amerikanische Außenseiterkunst (11. Oktober 2019 – 20. Januar 2020)
- Heimat neu beTRACHTEN – Fotografien und Originalmodelle aus Deutschland (10. Mai – 25. August 2019)
- Menschenbilder – Ernst Barlach | Otto Dix | George Grosz | Samuel Jessurun de Mesquita – Arbeiten auf Papier (13. Dezember 2018 – 22. April 2019)
- Peter Krauskopf – DRIFT (9. Mai – 19. August 2018)
- Crossing Cultures – Der Farbholzschnitt in Europa und Japan 1900–1950 (20. Dezember 2017 – 22. April 2018)
- Karl Kunz – Einzelgänger der Moderne (8. September  – 3. Dezember 2017)
- Perfect World – Christian Hellmich | Sven Kroner | Pere Llobera (21. Dezember 2016 – 30. April 2017)
- High & Slow – Hana Usui | Thilo Westermann (7. September  – 11. Dezember 2016)
- Blick Fang – Jahresausstellung zum 20-jährigen Jubiläum (10. Juni – 21. August 2016)
- Luther reicht nicht! – Künstlerische Impulse zur ständigen Reform (4. März – 22. Mai 2016)
- Kunst und Stigma – Grenzgänger zwischen Zwang und Freiheit (6. November 2015 – 21. Februar 2016)
- Ludwig Ganghofer – Kehrseite eines Klischees (3. Juni  – 6. November 2005)
- Keith Haring – Short Messages Posters (5. September – 9. November 2003)
- Dix, Franck und Goya – Ich habe es gesehen, Grafiken aus drei Jahrhunderten (18. Oktober 2002 – 26. Januar 2003)
- Josef Albers – Kunst sieht uns an (26. November 2000 – 11. März 2001)
- Crescentia Höß von Kaufbeuren – Eine Klosterfrau und ihre Stadt im 18. Jahrhundert (28. Juli – 12. November 2000)
- Georg Baselitz – Werke aus der Sammlung der Deutschen Bank (2. Juli – 26. August 1999)
- Joseph Beuys – Kleine Zeichnungen (20. Februar  – 26. April 1998)

## Bau
Das Haus mit ca. 500 m² Ausstellungsfläche liegt im Zentrum Kaufbeurens neben der Spittelmühlkreuzung, im Hinterhof des historischen Spitals. Die Form ist an mittelalterliche Salz- und Kornstadel angelehnt, als Material wurde Beton und Glas verwendet.